# Abraham Michalski
Abraham Julius (Jechiel) Michalski (* 12. August 1889 in Berlin; gest. 15. Februar 1961 in Tel Aviv) war ein deutscher Rabbiner und Lehrer der Israelitischen Religionsgesellschaft in Karlsruhe.

## Leben und Werk
Abraham Michalski (hebräisch יעקב אברהם יחיאל ב"ר שאול מיכלסקי), Sohn des Kaufmanns Siegfried Michalski und seiner Ehefrau Ernestine, geb. Alexander, wuchs in einer streng orthodoxen Familie auf. Er besuchte in Berlin die Religionsschule der Adass Jisroel und das Sophiengymnasium, das er 1908 mit der Reifeprüfung abschloss. Es folgten neun Semester Studium u. a. in orientalischen Sprachen in der Heimatstadt, wo er bis 1912 auch das Rabbiner-Seminar für das Orthodoxe Judentum bei David Hoffmann, Joseph Wohlgemuth und Abraham Berliner besuchte. 1913/1914 war Michalski an der Universität Münster eingeschrieben, an deren Philosophischer Fakultät er 1915 mit einer Arbeit über den Einfluss des Talmud-Kommentators Raschi auf den franziskanischen Theologen Nikolaus von Lyra promoviert wurde.
Bereits ab 1912 und bis 1919 betreute Michalski von Recklinghausen aus als Bezirksrabbiner kleine Gemeinden in Westfalen und wechselte 1919 bis 1923 in das gleiche Amt nach Unterfranken, wo er auch Direktor der Israelitischen Lehrerbildungsanstalt in Würzburg wurde. In dieser Zeit baute er die Israelitische Präparanden-Schule (Talmud Thora) in Burgpreppach neu auf.
Im Dezember 1918 heiratete er die Lehrerstochter Bella Hirschmann, geb. am 1. September 1893 in Fischach.
1924 übernahm Abraham Michalski als Nachfolger des verunglückten Sinai Schiffer das Amt des Rabbiners der orthodoxen Austrittsgemeinde in Karlsruhe. Dort war er Berater und Seelsorger, predigte und leitete das Beth Din. Daneben stand er der gemeindeeigenen Religionsschule und dem Israelitischen Kindergartenverein (Dr. Sinai Schiffer-Stiftung) vor. Das Ehepaar Michalski wohnte im Vorderhaus der Synagoge Karl-Friedrich-Straße 16.
1934 gab Michalski unter dem Titel W'higadta l'wincha (hebräisch והגדת לבנך) eine Pessach-Haggada „nach dem Forschungssystem Rabbiner Samson Raphael Hirschs“ heraus.
Als am 16. Mai 1934 der SPD-Politiker Ludwig Marum von den NS-Machthabern auf offenem Lastwagen unter Schmähungen durch Karlsruhe nach dem KZ Kislau gefahren wurde, bekam die vorbeikommende Bella Michalski von Beteiligten einen so heftigen Stoß, dass die im dritten Monat Schwangere eine Fehlgeburt erlitt. Sie blieb kinderlos.
In der Pogromnacht am 10. November 1938 um fünf Uhr früh, als die Synagoge der Gemeinde in Flammen stand, versuchte Michalski einzuschreiten und heilige Gegenstände zu retten, wurde aber sofort in „Schutzhaft“ genommen und in den Tagen darauf mit zahlreichen jüdischen Männern in das KZ Dachau verschleppt. Als Rabbiner wurde er dort besonders misshandelt, da der angebliche Auslöser des Geschehens, Herschel Grynszpan, auch Rabbinatsschüler war. Mit der Auflage der Gestapo, umgehend das Land zu verlassen, kam er am 15. Dezember wieder frei und kehrte nach Karlsruhe zurück. Als bekannt wurde, dass ein anonymer „badischer Rabbiner“ im Badischen Beobachter über die Zustände im KZ Dachau berichtet hatte, reiste der sogleich verdächtigte Michalski Ende 1938 nach Holland, wo er beim Schwager Max Hirschmann in Scheveningen unterkam. Seine Frau besorgte den Umzug und folgte im Februar 1939 nach. Der über Rotterdam versandte „Lift“, eine Möbeltransportkiste, deren Versand allein 2400 RM kostete, war zunächst verschwunden und wurde 1941 von der „Sammelverwaltung feindlicher Hausgeräte“ beschlagnahmt und billig versteigert. Die Privatbibliothek, die Thorarollen und der gesamte Hausrat waren damit verloren.
Kurz vor Kriegsbeginn erhielt das Ehepaar ein Zertifikat für das Mandatsgebiet Palästina. Im Dezember 1939 ging die Reise im plombierten Zug nach Marseille und weiter mit dem Schiff Champollion nach Haifa. Bis etwa 1958 war Rabbiner Michalski an der kaum 30 Personen zählenden, „deutschen“ Gemeinde Adass Jeschurun in der Gnessinstraße in Tel Aviv tätig, wo das Ehepaar in einfachen Verhältnissen lebte. Kurz nachdem ihr Mann gestorben war, starb auch die Witwe Bella Michalski, am 9. April 1961. Das Grab der Eheleute befindet sich auf dem Friedhof Zikhron Meir in Bnei Brak.
In einem Nachruf seines Kollegen Siegbert Neufeld wird Rabbiner Michalski folgendermaßen charakterisiert: „Bei strengster Thoratreue war er doch duldsam anders Gesinnten gegenüber und wahrte mit ihnen menschlichen Kontakt. Er verstand es, den Frieden zu lieben, die Menschen zu lieben und sie der Thora näher zu bringen.“

## Werke (Auswahl)
- Raschis Einfluss auf Nicolaus von Lyra in der Auslegung der Bücher Leviticus, Numeri und Deuteronomium. Leipzig: Drugulin, 1915, 38 S. Auch abgedruckt in: Zeitschrift f. d. Alttestamentl. Wiss. Jg. 35. 1915; Jg. 36. 1916. (Zugl. Münster, Phil. Diss., 1916)
- Israels Kampfruf. Berlin: Lamm, 1916, 29 S. (=Lamm’s Jüdische Feldbücherei; 9)
- Maimonides: Skizze für die reifere Jugend / von A. Michalski . Hamburg: Verl. Hamburger Rundschau, 1936, 30 S.
- Limudei Avraham: Ra'ayonot l'Mishnayot. Bd. 1 (1947), Bd. 2 (1961, postum), Jerusalem; vgl. hebrewbooks.org